# Michael King (ciclista)
Michael King –conocido como Mike King– (30 de junio de 1969) es un deportista estadounidense que compitió en ciclismo de montaña en la disciplina de descenso. Ganó dos medallas en el Campeonato Mundial de Ciclismo de Montaña, oro en 1993 y bronce en 1995.

## Palmarés internacional
| Campeonato Mundial | Campeonato Mundial    | Campeonato Mundial | Campeonato Mundial |
| Año                | Lugar                 | Medalla            | Competición        |
| ------------------ | --------------------- | ------------------ | ------------------ |
| 1993               | Métabief (Francia)    | Medalla de oro     | Descenso           |
| 1995               | Kirchzarten (Austria) | Medalla de bronce  | Descenso           |